# Эффа, Шарлин
Эффа Шарлин (фр. Effah Charlene), полное имя — Шарлин Патрисия Эффах (Charlene Patricia Effah) — писательница и учительница родом из Габона, проживающая во Франции.
Дочь адвоката и школьного учителя. Родилась в городе Минвуль. Выросла в городе Либревиль.
Принимала участие в театре «Экспресс» (франц. Théâtre Express).
История «Молитва маленького партизана» (La prière du petit Maquisard) получила награду в конкурсе для молодых авторов. В том же году её стихотворение «Эльдорадо» (Eldorado) выиграло конкурс, организованный Радио Африка 1 в радиопрограмме «Сердце и перо» (Le cœur et la Plume).
В 2000 году Шарлин получила степень магистра современной литературы. В 2008 году она получила докторскую учёную степень в Университете Лилля — Северной Франции.
В 2015 году Шарлин Патрисия Эффах получила награду за заслуги в области литературы «Ночь африканских заслуг» (Nuit des Mérites Africain).
На данный момент она работает учительницей в Париже.

## Избранные литературные произведения
- Роман «Прорывы и химели» (франц. «Percées et chimères») (2011 год)
- Роман «Не быть» (франц. «N'être») (2014 год)[6]